# 谢尔盖·特列晓夫
谢尔盖·叶夫根耶维奇·特列晓夫（俄语：Сергей Евгеньевич Трещёв，羅馬化：Sergei Yevgenyevich Treshchov，1958年8月18日—）是俄罗斯已退役宇航员。

## 早年
1982年毕业于莫斯科动力学院电力工程专业。之后在蘇聯陸軍担任技术人员，持有中尉军衔，曾在乌克兰日托米爾州奧夫魯奇某航空军事基地工作。

## 宇航员生涯
1992年，他被选中开始宇航员训练，后成为远征5航空工程师预定人选，也是远征3任务备用成员之一。

### 远征5
2002年6月5日乘坐美国奮進號前往国际空间站，执行远征5任务。8月26日，他和瓦列里·科尔尊走出国际空间站进行舱外活动，持续了5个多小时，完成了5项主要任务。
2002年10月11日，特列晓夫等俄罗斯宇航员在空间站接受了俄罗斯联邦国家统计局的人口普查，他们填写了复印的人口普查表格，并回答了普查员的有关提问。这些表格最后会在博物馆展出。该普查是自1991年苏联解体以来俄罗斯的首次人口普查。
统计
| # | 发射载具     | 发射时间（UTC）      | 任务代号                | 返回载具     | 着陆时间（UTC）       | 时长总计      | 舱外活动次数 | 舱外活动时长 |
| - | ------------ | -------------------- | ----------------------- | ------------ | --------------------- | ------------- | ------------ | ------------ |
| 1 | 奮進號太空梭 | 2002年6月5日21时22分 | STS-111，远征5，STS-113 | 奮進號太空梭 | 2002年12月7日19时37分 | 184日22时14分 | 1            | 5时21分      |
|   |              |                      |                         |              |                       | 184日22时14分 | 1            | 5时21分      |

## 退役
2006年退役，之后在科罗廖夫能源火箭航天集团工作。

## 荣誉
- 俄罗斯联邦宇航员和俄罗斯联邦英雄荣誉称号（2004年）
- 太空探索優異獎章（2011年）[6]
- 开展全俄人口普查功绩奖章[2]

## 图集

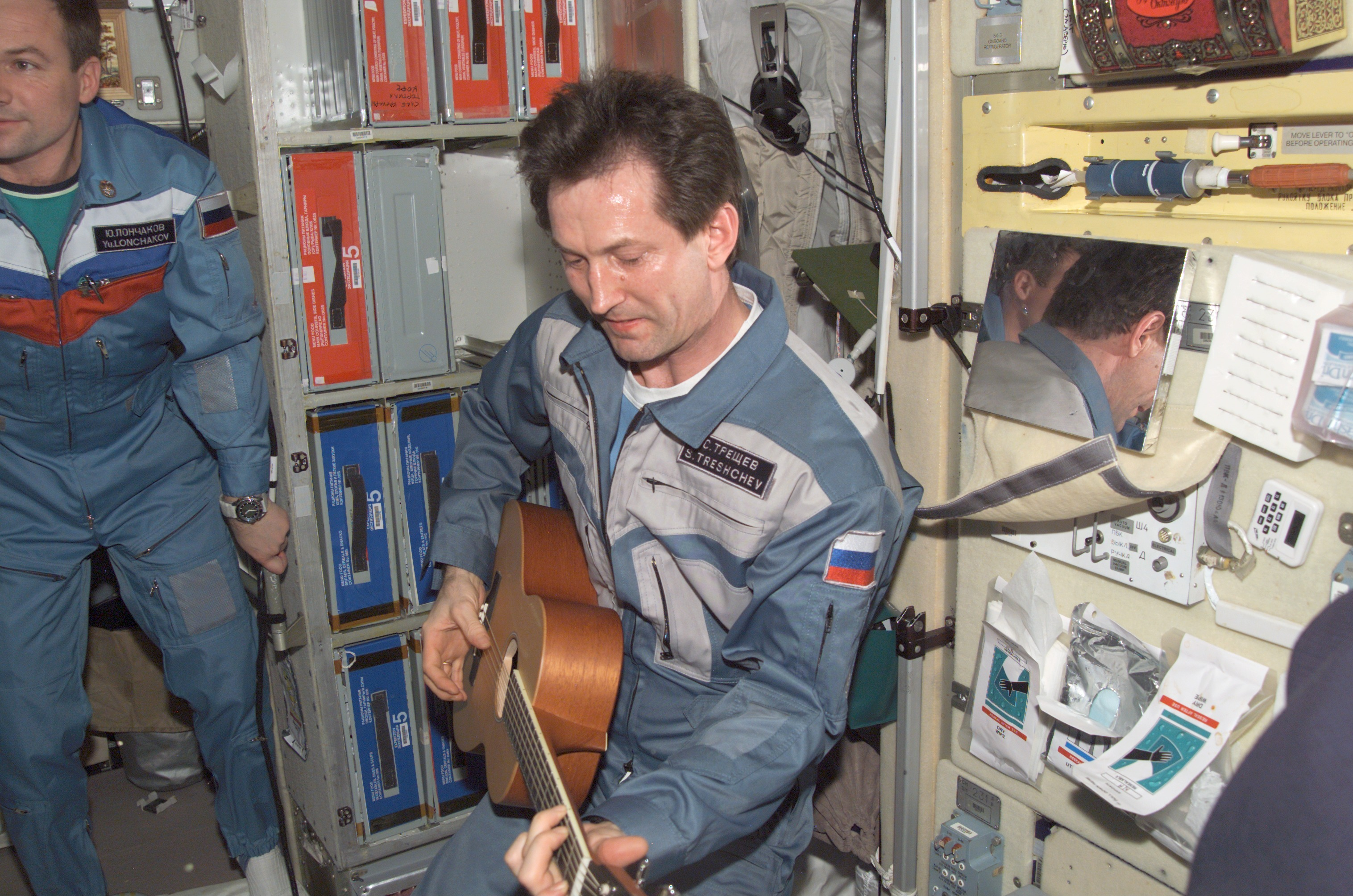
弹奏吉他
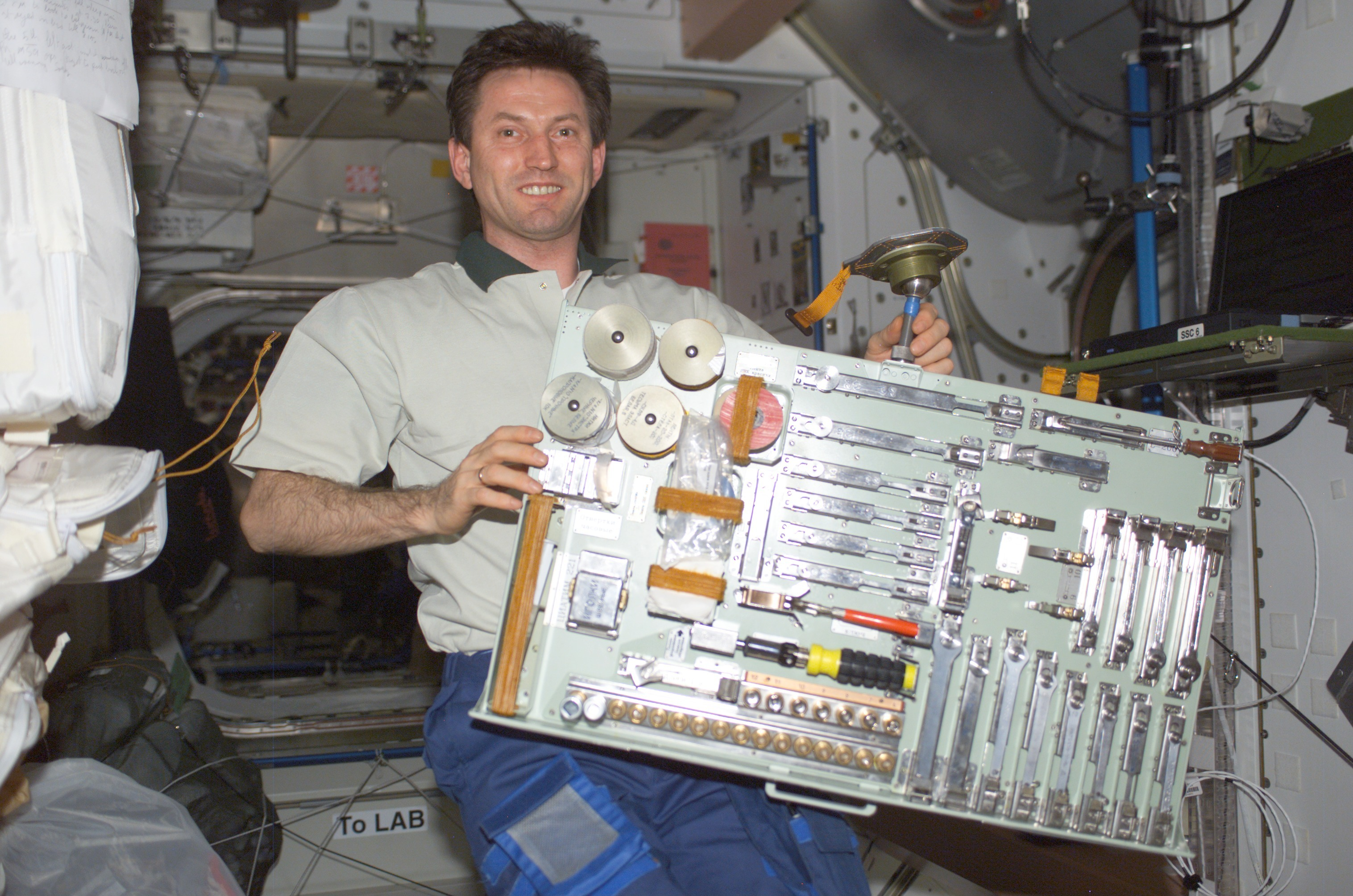
任务中
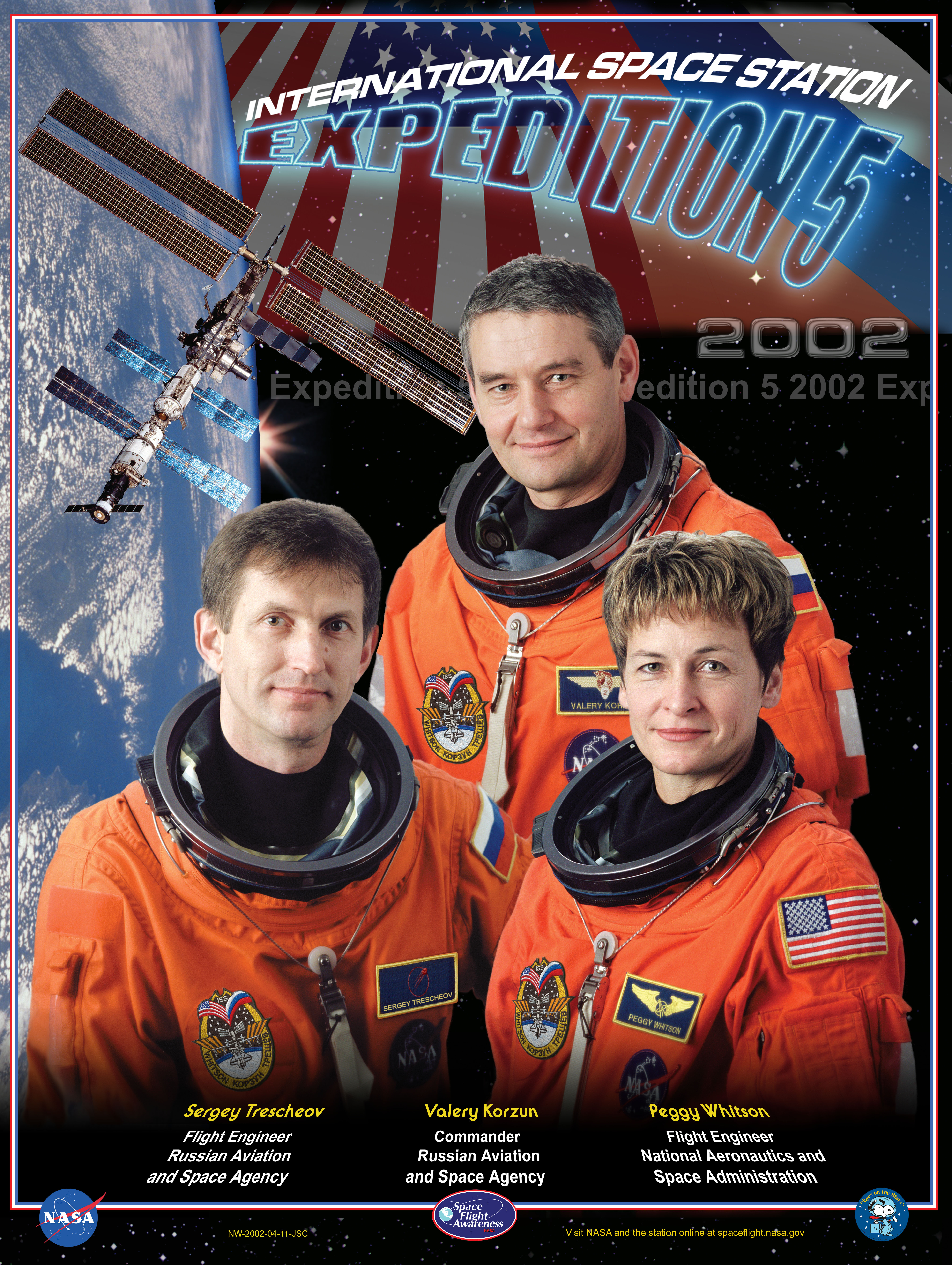
远征5任务队员海报
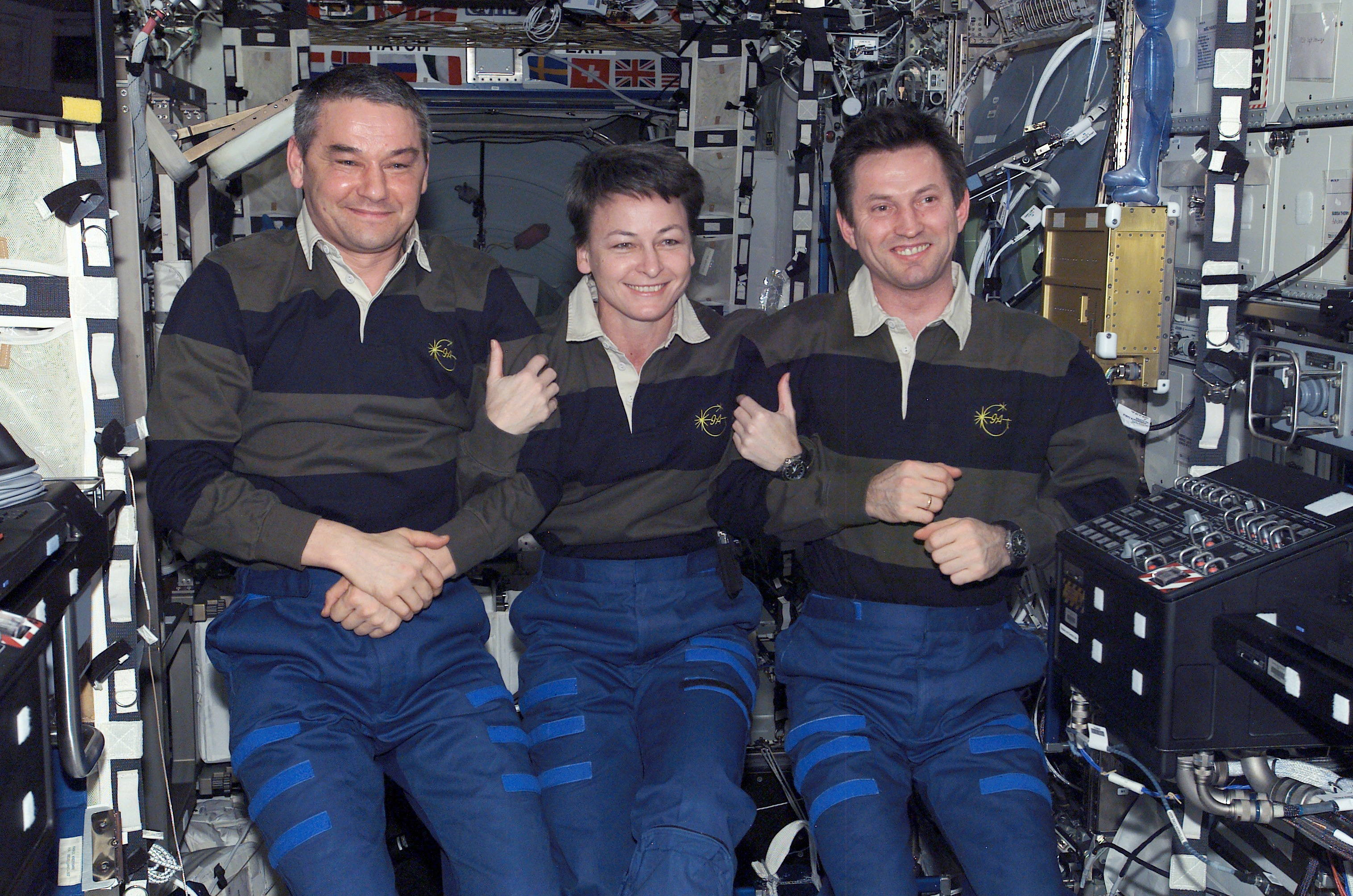
远征5任务队员（左→右：科尔尊、佩吉·威特森、特列晓夫）
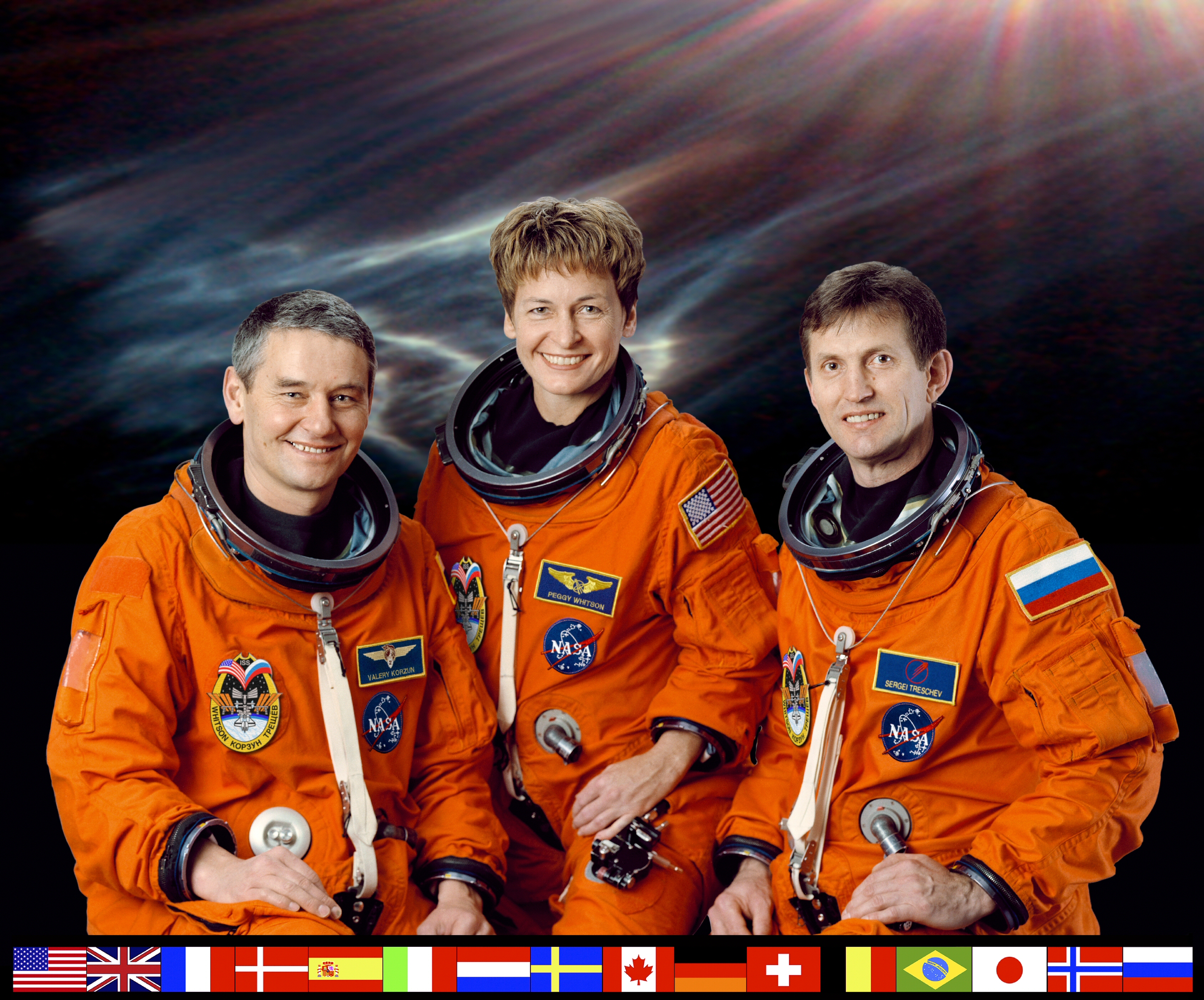
远征5任务队员